# Leptofelis vallesiensis
Il leptofelide (Leptofelis vallesiensis) è un mammifero carnivoro estinto, appartenente ai felidi. Visse nel Miocene superiore (Vallesiano, circa 9 milioni di anni fa) e i suoi resti fossili sono stati ritrovati in Spagna.

## Descrizione
Questo animale era della taglia di un gatto selvatico (Felis silvestris) e doveva pesare circa 7 - 9 chilogrammi. Possedeva zampe lunghe e snelle, ma le ossa metacarpali erano più robuste di quelle della maggior parte dei felidi corridori, anche se più gracili di quelle dei felidi arboricoli. Le vertebre erano molto simili a quelle di felidi odierni come le linci, il serval e il caracal. Leptofelis vallesiensis è noto grazie a numerosi fossili comprendenti crani, mandibole e ossa postcraniche (principalmente ossa lunghe degli arti); le ossa delle zampe erano notevolmente più gracili rispetto a generi leggermente più antichi quali Pseudaelurus, Miopanthera e Styriofelis; erano comparabili a quelle dell'attuale gatto selvatico, almeno per quanto riguarda le caratteristiche legate alla corsa.

## Classificazione
I fossili di questa specie vennero ritrovati nel sito Batallones-1 in Spagna, nei pressi di Madrid, e vennero attribuiti inizialmente al genere Styriofelis (S. vallesiensis). Nel 2017 un nuovo studio di Salesa e colleghi indicò che i fossili dell'olotipo (comprendenti una mandibola, una zampa anteriore sinistra, quattro vertebre lombari, un osso sacro e una zampa posteriore sinistra) era da attribuirsi a un nuovo genere, Leptofelis appunto. 
Leptofelis sembrerebbe essere vicino all'origine di altri felidi di tipo moderno, come Pristifelis. I suoi adattamenti verso uno stile di vita terricolo sembrano indicare che quest'ultimo si sia sviluppato varie volte nel corso dell'evoluzione dei felini, i quali avrebbero avuto un'evoluzione convergente (Salesa et al., 2017).

## Paleobiologia
Leptofelis doveva adottare un comportamento simile a quello dei moderni serval o caracal. Queste ultime due specie sono entrambe cacciatrici di piccole prede, e prediligono cacciare sul terreno. Dato l'ambiente altamente variabile in cui viveva, Leptofelis potrebbe essersi anche arrampicato sugli alberi per evitare grandi predatori o per tendere agguati a piccole prede, quali roditori e piccoli uccelli.

## Paleoecologia
Sembra che Leptofelis preferisse spazi aperti boschivi, come evidenziato dai ritrovamenti a Cerro de los Batallones. Questo felide era contemporaneo di erbivori come il cavallo Hipparion, il rinoceronte Aceratherium, il proboscidato Tetralophodon, il suide Microstonyx, giraffe sivaterine e antilopi. Leptofelis era contemporaneo inoltre di alcuni carnivori come l'anficionide Magericyon, l'orso Indarctos, il piccolo ienide Protictitherium e numerosi felidi dai denti a sciabola come Machairodus, Promegantereon e Paramachaerodus. Tra questi carnivori, è probabile che l'unico competitore diretto fosse Protictitherium. I carnivori più grandi erano evitati probabilmente rifugiandosi sui rami degli alberi. L'ambiente di Batallones era altamente variabile, con vegetazione sparsa e aree molto aperte e praterie. Queste aree potevano permettere sia la necessaria protezione sia i siti necessari a praticare la caccia d'agguato.